# Адасинский, Антон Александрович
Анто́н Алекса́ндрович Адасинский (15 апреля 1959) — советский и российский актёр, режиссёр, хореограф и музыкант. Создатель и руководитель театра DEREVO, участник группы «АВИА».

## Биография

### Ранние годы
Мать — Галина Антоновна Адасинская (1921—2009) — была внучкой меньшевиков М. И. Бройдо и Е. Л. Бройдо. Троюродный брат — британский рок-критик и журналист Ник Кон.
С 1970 до 1975 года, учась в школе, параллельно заканчивает музыкальные курсы по классу классической гитары. Педагог: Ларионов Евгений Фёдорович. Посещает хоровой кружок и джазовое отделение. В 1975 году в 8-м классе создаёт музыкальное трио. Гитара, скрипка и вокал. Исполняет свои песни и композиции из репертуара «Песняров». Представляет школу на всех музыкальных конкурсах СССР. В 1976 году трио объединяется с рок-группой «Второе дыхание» при клубе «Петроградец» в Петербурге. С 1979 года больше отдаёт времени занятиям хореографией.

### Карьера
В 1982 году поступает в студию Вячеслава Полунина, работал в составе «Лицедеев». Берёт первые уроки трубы у Вячеслава Гайворонского, с которым потом их свяжет долгая творческая дорога. Начинает заниматься барабанами под руководством Романа Дубинникова. В «Лицедеях» играет на барабанах и трубе в уличных шоу, впервые пробуя совместить танец и музыку. Находит единомышленников среди клоунов — Леонид Лейкин и Валерий Кефт, которые потом создадут трио «Мумиё». В 1984 году уходит из «Лицедеев» и начинает сольную карьеру.
С 1985 по 1988 годы выступал в составе группы АВИА (вокал, пантомима, труба, гитара). Участвовал в съёмках документального фильма Алексея Учителя «Рок» (1987). В 1988 году организовал в Ленинграде театр «Дерево» (DEREVO), руководит которым и поныне. После нескольких лет работы в Ленинграде-Петербурге, театр «DEREVO» базировался в Праге, Флоренции, Амстердаме. С 1997 года «DEREVO» имеет постоянную репетиционную базу в Дрездене (Германия).
С 1985 года принимает участие во всех «Поп-Механиках» Сергея Курёхина в качестве актёра и певца. Выступает на сцене с трио «Мумиё» и с группой «Странные игры» Александра Давыдова, которая после смерти А. Давыдова разделилась на «АВИА» и «Игры». В 1986 году ставит физкультурное шоу для «АВИА» и снимает культовый клип «Я не люблю тебя».
В 1986 году Антон Адасинский — уже как «DEREVO» и Александр Немков записывают на бобинный магнитофон первый альбом группы «Стерео Зольдат» — «Асфальт». При участии А. Немков (гитара), Сергея Курёхина (клавиши), М. Нефёдов «Алиса» (барабаны) , А. Симагин (гитара), А. Адасинский (бас-гитара).
В 1988 году оставляет «АВИА» и больше занимается театром. В 1989 году всё DEREVO приглашается на музыкальное озвучивание фильма «Романтик» реж. Марк Брауде. Фильм получает премию «За лучшую музыку».
В 1990 году «DEREVO» уезжает в Прагу. Там к «DEREVO» присоединяется композитор мульти-инструменталист Роман Дубинников, который в течение трёх лет выступает с «DEREVO» и продолжает с Антоном и актёрами интенсивные занятия ритмом и философией музыки. В 1992 году выходит альбом «Песочница» Р. Дубинникова, куда вошли также и композиции «DEREVO». В 1996 году в «DEREVO» приходит ученик Романа Дубинникова — Андрей Сизинцев (барабаны, гитара, голос). И «DEREVO» практически переходит на живой звук на спектаклях.
Антон занимается больше этническими и самодельными инструментами. Экспериментирует с 5-струнными и 8-струнными гитарами. Много записывает шумов и звуков.
В 1997 году запись альбома «DEREVO» «Вместе с тобой» под руководством А. Сизинцева. Многие композиции из альбома вошли в фильм «Юг. Граница» и спектакль «La Divina Commedia».
2000 год — Антон заканчивает полуторагодичную работу над звуковой дорожкой к 16-мм фильму «Юг. Граница». Запись происходила на 2-х дюймовую магнитную плёнку, без возможности компьютерного монтажа. Один из поклонников этого фильма — Холгер Цукай «Can».
Сценарист, режиссёр и исполнитель главной роли в фильме «Юг. Граница» (2001).
В 2001 году Антон Адасинский исполнил роль Дроссельмейера в балете «Щелкунчик» Мариинского театра (постановка Михаила Шемякина).
В 2006 году после серьёзной травмы на спектакле «Кецаль», Антон решает оставить сцену и серьёзно заняться музыкой. Знакомится с Аланом Прайсом, Джоном Серманом.
Собирает группу «Positive Band» в составе: Николай Гусев, Виктор Вырвич, Алексей Рахов, Андрей Сизинцев, Игорь Тимофеев. В 2008 году «Позитив Бэнд» выступает с премьерным концертом «AHTUNG! Музыка!» в Санкт-Петербурге в «Мюзик-Холле». Впоследствии состав менялся незначительно, и группа рассматривала свою активность не как гастрольную систему, а подвижный эстетически проект. Каждый концерт был достаточно импровизационным. В 2010 году Антон продюсирует выпуск первого альбома «Positive Band» — «Doppio». Звукорежиссёр В. Твердюков
2011 год. Антон Адасинский вместе с Данилом Вильямсом (Daniel Williams) (Шотландия) пишет музыку к спектаклю DEREVO «Арлекин»
2013 год. Продолжает много работать с Вячеславом Гайворонским. Начинает серьёзное обучение компьютерной музыке с композитором Даниелом Вильямсом.
В 2015 году, после смерти Дмитрия Тюльпанова, выпускает его альбом «Спасибо! Спасибо!», где Дима играет на всех инструментах.
2016 год. Воссоединяется с группой АВИА и выступает на Дворцовой площади Санкт-Петербурга.
2016 год. Выпускает сольный спектакль «Ракушка» в Петербурге, где играет на 9-ти инструментах и использует только свою поэзию и тексты.
В 2017 году в спектакле «Сила тока» использует только свою музыку и несколько классических произведений.
В 2018 году в Дрездене выступает с Вячеславом Гайворонским. Вячеслав — клавиши, голос и труба. Антон — барабаны, голос и гитара.
В последние годы возобновил выступления в составе «АВИА» в роли солиста, руководителя физкультурной группы, трубача, басиста и гитариста.
В 2013 году за роль в фильме Александра Сокурова «Фауст» был отмечен премией «Ника» за лучшую мужскую роль.

## Работы

### Театр
Спектакли, акции, проекты DEREVO
- В списке упоминаются премьеры и единичные акции. Гастрольная деятельность не указана.

| Год  | Название |
| ---- | --- |
| 1988 | Зона красного, Студия DEREVO (Ленинград) Гипсовая маска, «Невский проспект», Ленинград (RU) Ночной баланс, «Imatra Festival» (FI) Совместно с Германом Виноградовым (колокола) |
| 1989 | Монологи у гроба. Студия DEREVO (Ленинград) Совместно с Ленинградским дуэтом — Вячеслав Гайворонский и Владимир Волков Чёрная земля. Фестиваль «OEROL», Тершиллинг (NL) Война, река, молоко. Фестиваль «Eurokaz», Загреб, Любляна, Сараево, Будва (YU) Пять характеров. Сан-Франциско, Лос-Анджелес, Сан-Диего (US) Невский проспект. Ленинград |
| 1990 | Ужин. Ленинград (RU) Нелюбовь к геометрии. Прага (CZ) Не будь дурой, Лоша. Прага (CZ) Человек, целующий дно лодки. Прага (CZ) |
| 1991 | Барабан из кожи зайца, Иерусалимский фестиваль (IL) Маяк, Будва (YU) Мастер и ученик. Совместный проект с театром «Shaoduba», ВИЧ-инфицированными актёрами, «ARENA», Вена (А) |
| 1992 | Всадник, Прага (CZ) Аттракцион исполнения желаний, Прага (CZ) Мим-фестиваль «Mimos», Перигье (FR), DEREVO получает « Приз критиков» |
| 1993 | Шишли-мы-шли, Санкт-Петербург (RU) Поиски женской линии, Фестиваль «БАБЫ ДУРЫ», С.-Петербург (RU) Спицы колеса,С Фестиваль «Oerol», Тершиллинг (NL) Всадник, Белград (YU), DEREVO получает «ГРАН-ПРИ» DEREVO играет DEREVO — «Dream Festival» Амстердам (NL) Gadina, Амстердам (NL) |
| 1994 | Paradiso, Rock scene, Амстердам (NL) На краю, «Danceweek»-festival, Дрезден (DE) Зелёная маска, Кассель (DE) |
| 1995 | Полёты под водой, Фестиваль «БАБЫ ДУРЫ», Вупперталь (DE) Мрамор, «International Theatreworkshop», Azzano (I) |
| 1996 | Юг. Граница, Дрезден (DE) Grauzone («Серая зона»), Festspielhaus Hellerau, Дрезден (DE) Золотое яйцо, Фестиваль «OEROL», Тершиллинг (NL) |
| 1997 | Inner gardens, Projekttheater, Дрезден (DE) Однажды, Фестиваль «Oerol», Тершиллинг (NL) Красная зона, Фестиваль «Fringe», Эдинбург (SCO) DEREVO получает «TOTAL THEATRE» |
| 1998 | Четыре дня в движении, Прага (CZ) Рулетка, DEREVO-laboratorium, Дрезден (DE) Песок, Фестиваль «Oerol», Тершиллинг (NL) Крик птицы, Фестиваль «Oerol», Тершиллинг (NL) Отражение, «Maszk» Festival, Szeged (HU) Всадник. Мим-фестиваль «Mimos», Перигье (FR) DEREVO получает «PRIX MIMOS» Однажды. Фестиваль Fringe, Эдинбург (SCO) DEREVO получает награды «FRINGE FIRST» и «HERALD ANGEL» |
| 1999 | Лунный день. DEREVO-laboratorium, Дрезден (GER) Зимняя сказка, DEREVO-laboratorium, Дрезден (GER) |
| 2000 | DEREVO получает премию Академии искусств, Берлин (DE) Suicide (in progress), DEREVO-LABORATORIUM, Дрезден (DE) Отражение, Мим-фестиваль «MIMOS», Перигье (FR) DEREVO получает «PRIX MIMOS» DEREVO получает приз за новаторство в искусстве от «Ludwig Forum», Аахен (DE) Однажды. Главная национальная премия ассоциации театральных критиков. Мексика |
| 2001 | Юг. Граница. Гётеборгский кинофестиваль La divina Commedia, Фестиваль «Золотая Маска», Москва (RU) 'Переправа, Церковь'Трёх волхвов, Дрезден (DE) |
| 2002 | Щелкунчик, Мариинский театр. Антон Адасинский танцует партию Дроссельмейера, Фестиваль «Золотая маска», Москва (RU) Острова в океане, Дрезденский музыкальный фестиваль — 2002, комплекс Хеллерау, Дрезден (D) |
| 2003 | Острова в океане, Фестиваль «Золотая маска», Центр им. Мейерхольда, Москва (RUS) Raydenja . DEREVO-Laboratorium, Дрезден (D) |
| 2004 | DEREVO играет DEREVO — в рамках юбилейной программы, посвящанной 10-летию фестиваля «Золотая Маска», «Театр Луны», Москва(RUS) Пурпур. Проект с компанией Yvett Boszik, Merlin Theater, Будапешт (HUN) Vertical, Петропавловская крепость, Санкт-Петербург (RUS) Моль. Совместный проект студии Кадзуо Оно и DEREVO, Йокогама (JP) Кецаль, Projekttheater, Дрезден (DE) Жизнь и удивительные приключения Золотого яйца, Гусиной Лапки и Лунного Пьеро. «Проект-театре», Дрезден (DE) |
| 2005 | Шрам в моей душе, Projekttheater, Дрезден (DE) Крик рыб, Клуб «Платформа», Санкт-Петербург (RU) Взгляд совы, Клуб «Платформа», Санкт-Петербург (RU) Второе солнце, Галерея Bulthaup, Санкт-Петербург (RU) Vertikal - арт-проект, Festspielhaus Hellerau, Дрезден (DE) Антон Адасинский играет Дроссельмейера в балете «Волшебный орех» (муз. С. Слонимского, постановка М. Шемякина), Мариинский театр, Санкт-Петербург (RUS) 6 Сardinal points. Мини-перфомансы в рамках фестиваля «Schaubudensommer», Дрезден (DE) Аркан, фестиваль «Sztuka Ulicy», Варшава Казнь и посмертные похождения Пьеро, Варшава (PL) Vertikal 2005 «Mad in Japan» / «КЕЦАЛЬ» — российская премьера, Мюзик-Холл, Санкт — Петербург (RUS) Vertikal 2005 «Mad in Japan», Атриум Министерства Финансов Саксонии, Дрезден (DE) Часы друидов, совместный проект с театром «Шарманка», Royal Museum, Эдинбург (UK) |
| 2006 | Вольте танго, площадь перед Морским собором (Якорная), Кронштадт, Санкт-Петербург (RU) Klurheit («Ясность»), Немецкий музей гигиены, Дрезден (DE) White dance («Белый Танец»), Фестиваль Schaubuden Sommer, Дрезден (DE) Лицом к лицу («Face to Face»), Гёте-Институт, Дрезден (DE) Жизнь в течении, к празднованию 800-летнего юбилея Дрездена, возле моста Августа Сильного (Augustusbrücke), Дрезден (DE) Кецаль, Aurora Nova, St. Stephens, Edinburgh Festival Fringe, Эдинбург (UK) «FRINGE FIRST», «HERALD ARCHANGEL» and «TOTAL THEATRE AWARD» Just like this, с участниками мастер-класса, Фестиваль VERTICAL 2006, Мюзик-Холл, Санкт-Петербург (RU) Акция на открытии фестиваля Robodock, Амстердам (NL) Korperfarbraum, Hofmühle, Dresden (DE) XO, Festival «TanzHerbst», Дрезден (DE) Robert’s dream, Центр Хеллерау, Дрезден (DE) |
| 2007 | Совместная акция Михаила Шемякина и DEREVO «Санкт-Петербургские карнавалы»,Венеция (IT) BUTOH акция в рамках Poly-National Arts Carnival, Йокогама (JP) BUTOH акция в рамках Poly-National Arts Carnival, Токио(JP) Акция DEREVO , Korea Chenchuan Festival, Mime House, Chuncheonsi, Gangwondo, (Корея) Wheel of power, Манхайме(DE) Тень женщины, Гёрлитц (DE) Сухое дерево, Открытие фестиваля Fringe в Дублине (IE) Диагноз, Festspielhaus Hellerau, Дрезден (DE) |
| 2008 | «Евангелие от Антона»- «ALAT ++ 6.18», клуб Антресоль, СПб (RU) «Евангелие от Антона»- «CAMPARI», клуб Антресоль, СПб (RU) «Евангелие от Антона — „Саша Давыдов“, клуб Антресоль, СПб (RU) „Евангелие от Антона“ — „Pisa-Berlin-Tula“, клуб Антресоль, СПб (RU) „Евангелие от Антона“ — „Костюжены“, клуб Антресоль, СПб (RU) „Евангелие от Антона“ — „Вечный Жид“, клуб Антресоль, СПб (RU) „Windrose. The Game“, open-air акция DEREVO. Festspielhaus Hellerau, Дрезден (DE) Всё хорошо, концерт DEREVO и друзей, Мюзик-Холл, Санкт-Петербург (RU) |
| 2009 | Евангелие от Антона: Антон Эдельман, сольные импровизации Антона Адасинского, Антресоль, Санкт-Петербург (RU) Евангелие от Антона: Антон Бройде, сольные импровизации Антона Адасинского, Антресоль, Санкт-Петербург (RU) Евангелие от Антона: Антон Шпильбауэр, сольные импровизации Антона Адасинского, Антресоль, Санкт-Петербург (RU) Арлекин, Мюзик-Холл, Санкт-Петербург (RU) Белая крепость. Open-air перфоманс DEREVO возле Дрезденской картинной галереи (Zwinger), Дрезден (DE). Anima allegra ,DEREVO на XII фестивале Scheune-Schaubudensommer, Дрезден (DE) Акция-концерт DEREVO, Антона Адасинского и The Positive Band на пляже Петропавловской крепости. При участие Евгения „АЙ-АЙ-АЙ“ Федорова и Ольги Арефьевой на закрытие фестиваля Open Cinema, Санкт-Петербург (RU) Шутовское царство перфоманс на XII. Фестивале уличных театров, Радебойль около Дрездена (DE) Nature morte, совместный проект DEREVO / AXE / The Arches / Conflux , Глазго, Шотландия (UK) Грибное шоу, при участии Антона Адасинского, Леонида Лейкина и The Positive Band, Фестиваль „Лицедеи-open“, Театр „Лицедеи“, Санкт-Петербург (RU) |
| 2010 | Антон Адасинский участвует в акции „Физика души“, Лаборатория „Место“ (Уральская ул.),Санкт-Петербург (RU) Mephisto Waltz, Мета-театр Михаила Шемякина (FR) Борьба Арлекина с собственной тенью в поисках бочки вина и вечной жизни , Крепость Альбрехтсбург, Майсен (DE) Агасфер, Schaubudensommer Festival, Дрезден (DE) Кошка на баяне, музыкально-танцевальная акция в Михайловском (инженерном) замке, Санкт-Петербург (RU) |
| 2011 | Вечер рискованных откровений. К 10-летнему юбилею: „ЩЕЛКУНЧИК“ умер! Да здравствует „ЩЕЛКУНЧИК!“ Секретные материалы закулисной войны. Байки о русском балете рассказывают и показывают Михаил Шемякин, и Антон Адасинский, Театр „Лицедеи“, Санкт-Петербург (RU) Капля в океане, Геллерау, Дрезден (DE) Снежинки, студенты DEREVO показывают свои собственные работы и этюды, Festspielhaus Hellerau (Spero-Saal), Дрезден (DE) |
| 2012 | Ноев ковчег, Мюзик-Холл, Санкт-Петербург (RU) Арлекин , Фестиваль „Золотая маска“ , Театр Луны, Москва (RU) Школа Антона Адасинского (DEREVO) представляет: „LUNIS. Один вопрос . Один ответ“ Театр BlackBox , Санкт-Петербург (RU) Рождённые ветром, DEREVO School on Wheels на фестивале OEROL, остров Тершиллинг (NL) Путешествие в сон, DEREVO School on Wheels на фестивале Scheune Schaubudensommer, Дрезден (DE) Пятое солнце, Festspielhaus Hellerau, Дрезден (DE) Саке, Луна и Лошадь, соло Антона Адасинского, Festspielhaus Hellerau, Дрезден (DE) |
| 2013 | Двойник. Евангелие от Антона. День 10й. и встреча с Антоном Адасинским, Центр фотографии им. братьев Люмьер, Москва (RU) Вячеслав Полунин и Антон Адасинский на открытии выставки Михаила Шемякина „Тротуары Парижа“, Мраморный дворец (Русский музей), Санкт-Петербург (RU) Середина Белого, Open-air акция Антона Адасинского, Павла Семченко (АХЕ) и Махины Джураевой. Международный конгресс „Protest.Kultur.Politik“, Фонд Генриха Бёлля, Берлин (DE) Середина Белого / Kasperol Paradox», Avant Art Festival, Вроцлав (PL) Снежинки II, молодые танцоры и студенты DEREVO показывают свои собственные работы и этюды, Festspielhaus Hellerau, Дрезден (DE) |
| 2014 | Infernal Ball, Spring Festival, Будапешт (HU) Когда я уйду. DEREVO open-air акция, Музей гигиены, Дрезден (DE) История девочки, Атриум главного штаба, Эрмитаж, Санкт-Петербург (RU) Open-air акция В твоих руках,Pergine Festival, Pergine (IT) Open-air акция Белая крепость. Часть 2 — Blind Regen, Zwinger, Дрезден (DE) Творческий вечер-акция Антона Адасинского. «Англетер Кино & Театр»,Санкт-Петербург (RU) Aerokraft, Festspielhaus Hellerau, Dresden (DE) |
| 2015 | DEREVO «Группа Продлённого Дня». Учебная сцена Новой Сцены Александринского театра, Санкт-Петербург (RU) Кухня. Импровизации DEREVO, «Длинная ночь театров», Festspielhaus Hellerau, Дрезден (DE) DEREVO в рамках Фестиваля немецких городов, Albertinum, Дрезден (DE) Open-Air импровизация «Группы продлённого дня» / DEREVO, ЭРАРТА Сцена, Санкт-Петербург (RU) Ночь, проект «Группы продлённого дня DEREVO», ЭРАРТА Сцена, Санкт-Петербург (RU) Herzstuck, Festspielhaus Hellerau, Дрезден (DE) Na Zdorovje!, Festspielhaus Hellerau, Дрезден (DE) |
| 2016 | Акция Елены Яровой на выставке «Венецианский карнавал», Михайловский замок, Санкт-Петербург (RU) Евангелие от Антона, ч. 11 РАКУШКА, ЭРАРТА-сцена , Санкт-Петербург (RU) Туман / Nebel, Scheune Schaubudensommer Festival , Дрезден (DE) Когда деревья были большими, Акция Елены Яровой перед показом фильма А. Тарковского «Жертвоприношение», Osteuropäische Filmtage , KIF Dresden, (DE) Когда я был маленьким, Акция Елены Яровой перед показом фильма А. Тарковского «Сталкер», Osteuropäische Filmtage, KIF Dresden, (DE) Forget-Me-Not, Спектакль Махины Джураевой и Алексея Попова, Spiro-Saal, Festspielhaus Hellerau, Дрезден (DE) Последний клоун на Земле, Festspielhaus Hellerau, Дрезден (DE) KeinMondTag, акция посвящённая Честеру Мюллеру. Festspielhaus Hellerau, Dresden (DE) |
| 2017 | Волчье танго — Харам, акция Антона Адасинского и DEREVO на фестивале «Авангарден», Санкт-Петербург (RU) Волчье танго — Теплокровные, акция Антона Адасинского и DEREVO на фестивале «Авангарденс», Санкт-Петербург (RU) Волчье танго — Завязь, акция Антона Адасинского и DEREVO на фестивале «Авангарденc», Санкт-Петербург (RU) Волчье танго — Snake Time, акция Антона Адасинского и DEREVO на фестивале «Авангарденс», Санкт-Петербург (RU) Специальная акция: Посвящение Дмитрию Тюльпанову, Пушкинская 10, Санкт-Петербург (RU) Соло Елены Яровой, Фестиваль ScheuneSchaubudenSommer, Дрезден (DE) Red shoes. Соло Елены Яровой на открытии биеннале OSTRALE, Дрезден (DE) Соло Алёны Воробьёвой в инсталляции Елены Яровой на 11 Биеннале OSTRALE, Дрезден (DE) Сила тока. ЭРАРТА Сцена, Санкт-Петербург (RU) Kein Mond Tag — импровизация с участниками мастер-класса и DEREVO, Festspielhaus Hellerau, Дрезден (DE). |
| 2018 | Два вопроса к Богу, акция Антона Адасинского и Алёны Воробьёвой в рамках фестиваля BACHintheCITY, площадь перед Bussmannkapelle, Дрезден (DE) СРЕДИ МЕНЯ Часть 1 Тело, Премьера нового спектакля Антона Адасинского, ЭРАРТА Сцена, Санкт-Петербург (RU) СРЕДИ МЕНЯ. Часть 2 Душа.Премьера нового спектакля Антона Адасинского, ЭРАРТА Сцена, Санкт-Петербург (RU) НЕБО СТАНОВИТСЯ БЛИЖЕ, Фестиваль Shaubudensommer, Dresden (DE) Полночный баланс — open-air акция, Парк Горького, Москва (RU) Счастье в кредит, Параллельный мир 1:, Societaetstheater, Дрезден (DE) Смысл любви, Параллельный мир 2:, Societaetstheater, Дрезден (DE) Приговор, Параллельный мир 3:, Societaetstheater, Дрезден (DE) |

Как режиссёр-постановщик в других театрах
| год  | название |
| ---- | --- |
| 1991 | Мастер и ученик. Спектакль с театром «Shaoduba», ВИЧ-инфицированными актёрами, «ARENA», Вена (А) Пурпур. Совместный спектакль с компанией Иветты Божик. Венгрия                      |
| 2014 | Инферно-бал Совместный спектакль с компанией Иветты Божик. Венгрия |
| 2015 | Кому на Руси жить хорошо. Режиссёр-хореограф. Спектакль с труппой К.Серебренникова в Гоголь Центре, Москва. Премьера на фестивале «Территория», Москва                               |
| 2016 | Век-Волкодав, Спектакль с труппой К.Серебренникова в Гоголь Центре, Москва . Премьера на фестивале «Территория», Москва                                                              |
| 2017 | Свадьба. Опера на музыку Аны Соколович с труппой Пермского Академического театра Оперы и Балета (худ. руководитель Теодор Курентзис), Пермь (RUS). Премьера на Дягилевском фестивале |

### Кино
Актёр

| Год  |   | Название                                       | Роль                     |
| ---- | - | ---------------------------------------------- | ------------------------ |
| 1983 | ф | Уникум                                         | Лёша                     |
| 1984 | ф | Лицедеи (фильм)                                | Имя персонажа не указано |
| 1984 | ф | Перегон                                        | Имя персонажа не указано |
| 1985 | ф | Ради нескольких строчек                        | Рузес Юрий               |
| 1985 | ф | Четыре клоуна под одной крышей                 | Имя персонажа не указано |
| 1985 | ф | Радостная душа                                 | Имя персонажа не указано |
| 1986 | ф | Как стать звездой                              | Аркаша                   |
| 1986 | ф | Ноль - Один                                    | Тупой                    |
| 1987 | ф | Рок                                            | Антон Адасинский         |
| 1994 | ф | Железные бабки                                 | Черепан                  |
| 1997 | ф | Кьянти Ча-Ча-Ча                                | Имя персонажа не указано |
| 2001 | ф | Юг. Граница                                    | Гаучо                    |
| 2011 | ф | Фауст                                          | Ростовщик (Мефистофель)  |
| 2013 | ф | Середина Белого                                | Кашпероль                |
| 2013 | ф | Подпись (фильм)                                | Голый                    |
| 2016 | ф | Викинг                                         | Волхв                    |
| 2018 | ф | ВМаяковский                                    | Всеволод Мейерхольд      |
| 2018 | ф | Лето                                           | хозяин квартиры          |
| 2018 | с | Бонус                                          | alter ego Бонуса         |
| 2021 | ф | Иваново счастье                                | Иван                     |
| 2021 | ф | Серия хорроров «Кошмары музыкантов». Кошмар №3 | Имя персонажа не указано |
| 2023 | ф | Гром: Трудное детство                          | Глашатай                 |
| 2024 | с | Юг                                             | Вася                     |
| 2025 | с | Этерна                                         | Магнус Клемент           |

Сценарист
- 1986 — Ноль — Один
- 1994 — Железные бабки
- 1997 — Кьянти Ча-Ча-Ча
- 2001 — Юг. Граница
- 2013 — Середина Белого
- 2013 — Подпись
- 2019 — Билет на «Божественную Комедию»

Режиссёр
- 2001 — Юг. Граница
- 2019 — Билет на «Божественную Комедию» (в производстве)

Музыка к кинофильмам
- 1989 — Романтик.
- 2001 — Юг. Граница
- 2013 — Подпись

## Награды и номинации
- 1998 — приз Fringe First — главный приз Эдинбургского театрального фестиваля «Fringe» («Однажды…»)[3]
- 2001 — номинация на премию «Золотая маска» («Suicide in progress»)[5].
- 2002 — Лауреат Царскосельской художественной премии
- 2003 — номинация на премию «Золотая маска» («Острова в океане»)
- 2007 — премия «Золотая маска» в номинации Новация («Кецаль»)[6]
- 2012 — номинация на премию «Золотая маска» («Арлекин»)
- 2012 — премия Гильдии киноведов и кинокритиков России «Белый слон» за лучшую мужскую роль (фильм «Фауст»)[7]
- 2013 — премия «Ника» за лучшую мужскую роль (фильм «Фауст»)